# Brita Christina Wanselius
Brita Christina Wallin, född Wanselius 17 september 1794, avrättad i Stockholm 28 juli 1827, var en svensk kvinna som åtalades och dömdes som skyldig till barnamord. 
Hon var vid denna tidpunkt änka, och anklagades för att ha mördat ett barn hon hade i sin vård, i stället för att lämna in den till barnhuset. I rätten förklarade Wanselius sin gärning med ekonomisk desperation: barnhusavgiften hade gått åt till förnödenheter åt henne och de tre barn som hon ensam hade att försörja. Hon avrättades genom halshuggning i Stockholm, efter vilket hennes lik brändes på bål. Hon var den näst sista kvinna som avrättades i Stockholm. 
Fallet tillhörde de uppmärksammade i samtiden. Hennes levnadsöde beskrivs i tre samtida skillingtryck: Ånger-Wisa, Döds-Psalm och Gamla Stinas Berättelse.